# Thiery Árpád
Thiery Árpád (Budapest, 1928. június 21. – 1995. május 9.) magyar író, újságíró.  

## Életpályája
Egyetemi tanulmányait félbehagyva, pályafutását újságíróként kezdte a Szabad Szó  (1889-1956) szerkesztőségében, amely különböző okok miatt évekre megakadt. 1957–1959-ben Veszprémben a Középdunántúli Napló munkatársa volt. Szerkesztője volt a Veszprémben megjelent Vörös szikrák című antológiának. Veszprémről írt könyve Királynék városa címmel a Magyarország felfedezése c. sorozatban látott napvilágot. Ezt követően Pécsre került a Dunántúli Naplóhoz mint főmunkatárs, ahol együtt dolgozott Bertha Bulcsuval és Lázár Ervinnel. A Balaton mellett játszódnak az Isten veled háború és a Hosszú szökés című művei. 1989 - 1990 folyamán a Kortárs című folyóirat szerkesztőjeként dolgozott.

## Díjai, elismerései
- József Attila-díj (1971)
- SZOT-díj (1979)
- Nagy Lajos-díj (1994)

## Könyvei
- Isten veled háború. Bp., 1961.
- Bábel volt, Véménd! Bp., 1971.
- Művelt oroszlánok. (elb.) Bp., 1972.
- Gladiátorok kora. (r.) Bp., 1972.
- Hosszú szökés. Bp., 1974.
- Úszó partok. (r.) Bp., 1978.
- Királynék városa. Bp., 1981.
- Freytágék. (r.) Bp., 1983.
- A szabadság rongyosai. Bp., 1989.
- Benyovszky gróf. Bp., 1993.
- Tériszony változatokkal
- Mentsük meg lelkeinket!
- Évszakok (Szépirodalmi Könyvkiadó, Budapest, 1970)
- Freytág testvérek (Magvető Könyvkiadó, Budapest, 1986)
- A Freytág lány
- Csillagáztatás (Zrínyi Katonai Kiadó, Budapest, 1980)
- A gólzsák (Zrínyi Katonai Kiadó, Budapest, 1985)
- A rend ( Táncsics Kiadó, Budapest, 1976)
- Miközben a Jóreménység-fok felé haladtunk… (Magvető Könyvkiadó, Budapest, 1977)
- Az örökség legendája (Ecobitron BT, 1997)
- Szerelmes korallok (Kozmosz Könyvek, Budapest, 1975)
- Vaktöltény (Zrínyi Katonai Kiadó, Budapest, 1987)
- Rekviem Wolf Antalért. És a többiekért (Kozmosz Könyvek, Budapest, 1979)